# Aeródromo de Cosalá
El Aeródromo de Cosalá (Código OACI: MM50 – Código DGAC: CZP) es un pequeño aeropuerto ubicado en el poblado de Cosalá, Sinaloa y es operado por el ayuntamiento de Cosalá. Cuenta con una pista de aterrizaje de 1,195 metros de largo y 15 metros se ancho con gotas de viraje en ambas cabeceras además de una plataforma de aviación de 6,600 metros cuadrados (220m x 30m). Actualmente solo se usa con propósitos de aviación general.
En el año 2009 se denunció que la SEDENA ponía restricciones a las compañías de taxis aéreos que operaban en Cosalá, obligándolas a cargar combustible al aeropuerto de Culiacán, lo que provocó la quiebra de 4 compañías y dejando operativas solo a 2 compañías: Taxi Aerocosalt y Centauro, poco tiempo después se retiraron las restricciones. Durante la gestión del presidente municipal de Cosalá Samuel Lizárraga Valverde se realizaron los trámites ante la DGAC para mantener la operatividad del aeródromo por 15 años.